# Eymeric de Usall

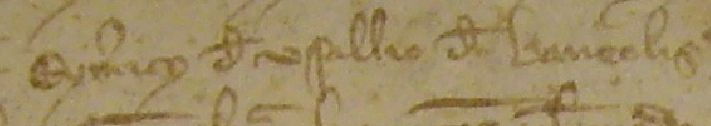
Firma de Eymeric de Usall en un documento de 1292.

Eymeric de Usall fue un importante personaje en la historia de Cataluña.

## Antecedentes familiares
Un antepasado suyo fue Ramon de Usall, abad de Santa María de Vilabertrán y obispo número 34 de Gerona, que concedió la primera carta municipal de Cataluña a los habitantes de Gerona. 
La rama familiar que permaneció en Bañolas prestó dinero al abad del monasterio de Bañolas para comprar la castellanía de Porqueres (1250), y adquirió el monopolio de la comercialización de la Coriaria myrtifolia en Bañolas.
Otra rama se trasladó a Barcelona a finales del siglo XII o principios del XIII, y tras adquirir naves y una "mesa de cambio", compró el palacio de la calle Regomir,6, justo al lado del Palacio del Temple.

## Actuaciones en Bañolas
Nació en Mas Usall aproximadamente hacia 1267. Actuó en nombre de Estefanía de Pratboí en la delimitación de los derechos sucesorios de ésta y de sus hermanos en 1292, lo que hace pensar que efectuó sus esponsales con ella en esa fecha.
En abril de 1303, como árbitro real, medió entre el abad de Bañolas, fray Bernardo de Vallespirans, y los síndicos electos por la villa para asegurar algunos derechos municipales.

## Embajadas a Egipto
En junio de ese mismo año marchó hacia Egipto para llevar a cabo una embajada por cuenta del rey don Jaime II "el Justo" de Aragón, ante el sultán An-Nàssir Muhàmmad. Dicha embajada era harto peligrosa, pues don Jaime había incumplido el tratado negociado diez años antes con el sultán al-Ashraf Khalil, por el cual ambos países se comprometían a ayudarse militarmente. Tal tratado se entiende, por parte catalana, por la situación de emergencia surgida en el marco de las guerras sicilianas contra la Casa de Anjou, la de los reyes de Francia y el Papado, a pesar de las victorias momentáneas obtenidas.
La ruptura temporal de las relaciones con Egipto da paso a la embajada de Eymeric de Usall con el propósito de conseguir la liberación de fray Dalmau de Rocabertí, último jefe de la guarnición templaria de Arwad, caído con la isla en septiembre de 1302 en manos del sultán Muhammad al-Nasir.
El viaje de Eymeric se prolongó de tal manera que se produjo una embajada de rescate de la nave "San Francisco", mandada por Bernardo Marquet, pariente de Eymeric, en la cual viajaba un judío llamado Shlomo ben Adret (tal vez el gran talmudista o un familiar homónimo del mismo).
El sultán desconfió de la embajada y mandó a verificarla a Fakhr al-Dihn Utman al-Nasirí, ustadar del estado mameluco. En diciembre de 1304 ambos estaban en Cataluña.
Vueltos ambos a Egipto (1305), Eymeric fracasó en la obtención de la libertad de fray Dalmau de Rocabertí, y se vengó abandonando a Fakhr al-Dihn en una playa desierta. El emir había embarcado de nuevo para firmar, definitivamente, el tratado de 1292.
Eymeric quedó en Sicilia, intentando convencer al rey Federico II de Sicilia para que le cediese una galera y llevar a cabo actividades de corso contra el estado mameluco.

## Últimas actuaciones en Bañolas
Perdonado por Jaime II (que entendió sus razones, lo que nos lleva a pensar que Eymeric tal vez llevaba a cabo una misión muy importante, quizás relacionada con el proyecto "Rex Bellator" de fray Ramon Llull), Eymeric tornó a Cataluña, adquirió el señorío de Sant Andreu de Mata e intentó fundar una nueva Bañolas en 1332-1335 ante la huida de los ciudadanos de Bañolas de los "malos usos" que el abad Vallespirans les intentaba imponer. Fracasó ante la oposición del nuevo rey don Alfonso "el Benigno" (cuyo confesor era Vallespirans), aunque gracias al apoyo del príncipe Pedro (futuro rey "Ceremonioso") y a la muerte de Vallespirans, el nuevo abad Ramón de Coll se avino a renunciar a los malos usos, y, especialmente, a la remensa.
Eymeric de Usall debió morir hacia 1335 o 1336, pues su hijo, Eymeric de Usall "el Joven" es llamado ya sin ese apelativo a partir de esa fecha.
La familia Usall terminó obteniendo altos cargos hasta que, extinguida la descendencia masculina, traspasó su título (Marquesado de Monistrol) a los Escrivá de Romaní.